# Sindrome da tachicardia posturale ortostatica
La sindrome da tachicardia posturale ortostatica dall'inglese (Postural orthostatic tachycardia syndrome o POTS) è una condizione in cui un passaggio dalla posizione sdraiata a quella eretta provoca un aumento anormalmente elevato della frequenza cardiaca. Ciò si manifesta con sintomi che possono comprendere vertigini, difficoltà di ragionamento, visione offuscata e debolezza. Altre condizioni spesso associate possono essere la sindrome dell'intestino irritabile, l'insonnia, cefalea cronica, la sindrome di Ehlers-Danlos, l'encefalomielite mialgica (ME/CFS), la sindrome da attivazione mastocitaria e la fibromialgia.
Le cause di POTS sono varie. Spesso inizia dopo un'infezione virale, una gravidanza o un intervento chirurgico. Tra i fattori di rischio c'è la familiarità della condizione patologica. La diagnosi negli adulti si basa su un aumento della frequenza cardiaca di oltre 30 battiti al minuto entro dieci minuti dallo stare in piedi, accompagnato da altri sintomi. Tuttavia, non si verifica una bassa pressione sanguigna con la posizione eretta. Non devono essere presenti condizioni che possono causare sintomi simili, come disidratazione, problemi cardiaci, insufficienza surrenalica e morbo di Parkinson.
Il trattamento può prevedere la prevenzione di fattori che causano sintomi, aumento di sale e acqua nella dieta, calze a compressione, esercizio fisico, terapia cognitivo-comportamentale (CBT) e farmaci.
Tra farmaci che vengono usati per questa patologia vi sono beta-bloccanti, piridostigmina, midodrina o fludrocortisone. Oltre il 50% delle persone la cui condizione è stata scatenata da un'infezione virale migliora entro cinque anni. Circa il 90% migliora con il trattamento. Si stima che siano mezzo milione le persone colpite negli Stati Uniti. L'età media di insorgenza è di 20 anni e si verifica circa 5 volte più spesso nelle femmine.

## Segni e Sintomi
Negli adulti il sintomo principale è un aumento della frequenza cardiaca di oltre 30 battiti al minuto entro dieci minuti dallo stare in piedi. La frequenza cardiaca risultante è in genere superiore a 120 battiti al minuto. Per le persone di età compresa tra 12 e 19 anni, l'aumento minimo per la diagnosi è di 40 battiti al minuto. Questo sintomo è noto come tachicardia ortostatica (verticale) (battito cardiaco accelerato). Si verifica senza alcun calo coincidente della pressione sanguigna, poiché ciò indicherebbe ipotensione ortostatica. Alcuni farmaci per il trattamento di POTS possono causare ipotensione ortostatica. È accompagnato da altre caratteristiche dell'intolleranza ortostatica: i sintomi che si sviluppano in posizione verticale e sono alleviati dalla reclinazione. Questi sintomi ortostatici comprendono palpitazioni, stordimento, fastidio al torace, respiro corto, nausea, debolezza o "pesantezza" nella parte inferiore delle gambe, visione offuscata e difficoltà cognitive. I sintomi possono essere esacerbati da una seduta prolungata, una posizione prolungata, alcol, calore, esercizio fisico o un pasto abbondante.
In un terzo delle persone con POTS, si verificano sincopi in risposta a cambiamenti posturali o all'esercizio fisico. Le emicranie sono comuni, con sintomi che peggiorano in posizione ortostatica (mal di testa ortostatico). Alcune persone con POTS sviluppano acrocianosi, o pelle che si colora da rossa a blu passando in posizione ortostatica, specialmente sopra il livello dei piedi (indicativo di un ristagno del sangue).
Il 48% delle persone con POTS riferisce affaticamento cronico e il 32% riferisce disturbi del sonno. La restante parte mostra solo il sintomo cardinale della tachicardia ortostatica.

## Cause
I sintomi di POTS possono essere causati da diversi meccanismi fisiopatologici distinti. Questi meccanismi sono poco compresi, e possono sovrapporsi, con molte persone che mostrano funzionalità di più tipi di POTS. Molte persone con POTS presentano bassi volumi di sangue (ipovolemia), che possono ridurre la velocità del flusso sanguigno al cuore. Per compensare ciò, il cuore aumenta la sua gittata cardiaca battendo più velocemente, portando ai sintomi di presincope e tachicardia riflessa.
Nel 30-60% dei casi classificati come POTS iperadrenergici, i livelli di noradrenalina sono elevati in piedi, spesso a causa di ipovolemia o parziale neuropatia autonomica. Una minoranza minore di persone con POTS ha livelli di noradrenalina in piedi (generalmente molto elevati) elevati anche in assenza di ipovolemia e neuropatia autonomica; questo è classificato come POT iperadrenergico centrale. Gli alti livelli di noradrenalina contribuiscono ai sintomi della tachicardia. Un altro sottotipo, POTS neuropatico, è associato alla denervazione dei nervi simpatici degli arti inferiori. In questo sottotipo, si ritiene che una ridotta costrizione dei vasi sanguigni causi il raggruppamento del sangue nelle vene degli arti inferiori. La frequenza cardiaca aumenta per compensare questo pool di sangue.
Fino al 50% dei casi, POTS è associato a recenti malattie virali. Può anche essere associato a decondizionamento fisico o sindrome da affaticamento cronico. Durante la malattia virale o il riposo a letto prolungato, il corpo può essere soggetto a intolleranza ortostatica e all'eccitabilità del sistema nervoso centrale, con conseguente incapacità di adattarsi nuovamente alle normali esigenze di posizione eretta o esercizio fisico.
POTS è più comune nelle femmine rispetto ai maschi. È stato anche dimostrato di essere collegato in pazienti con fattori di stress acuti come gravidanza, recenti interventi chirurgici o traumi recenti. POTS è stato anche collegato a pazienti con una storia di malattie autoimmuni, sindrome dell'intestino irritabile, anemia, ipertiroidismo, fibromialgia, diabete, amiloidosi, sarcoidosi, lupus eritematoso sistemico e cancro. La genetica probabilmente gioca un ruolo, con uno studio che ha scoperto che 1 paziente POTS su 8 ha riportato una storia di intolleranza ortostatica nella sua famiglia.

### POTS Secondaria
Se POTS è causato da un'altra condizione, può essere classificato come POTS secondario. Il diabete mellito cronico è una causa comune. I POTS possono anche essere secondari ai disturbi gastrointestinali associati a una bassa assunzione di liquidi a causa di nausea o perdita di liquidi a causa della diarrea, che porta all'ipovolemia. Anche il lupus eritematoso sistemico e altre malattie autoimmuni sono stati collegati ai POTS.
Esiste un sottogruppo di pazienti che presentano sia la POTS che la sindrome da attivazione dei mastociti (MCAS) e non è ancora chiaro se MCAS sia una causa secondaria di POTS o semplicemente una comorbidità, tuttavia il trattamento di MCAS per questi pazienti può migliorare significativamente i sintomi di POTS.
POTS può anche verificarsi in tutti i tipi di sindrome di Ehlers-Danlos (EDS), una malattia ereditaria del tessuto connettivo caratterizzata da articolazioni ipermobili, allentate inclini a sublussazioni e lussazioni, pelle che presenta lassità moderata o maggiore, ecchimosi, e molti altri sintomi.
La triade di POTS, sindrome di Ehlers-Danlos (EDS) e sindrome da attivazione dei mastociti (MCAS) sta diventando sempre più comune, con un marcatore genetico comune tra tutte e tre le condizioni. La POTS è spesso accompagnato da sincope vasovagale, con una sovrapposizione del 25% segnalata. Esiste una significativa sovrapposizione tra POTS e sindrome da affaticamento cronico, con evidenza di POTS nel 25-50% dei casi di CFS. La fatica e la ridotta tolleranza all'esercizio fisico sono sintomi preminenti di entrambe le condizioni e la disautonomia può essere alla base di entrambe le condizioni.
I POTS possono talvolta essere una sindrome paraneoplastica associata al cancro. Gli auto-anticorpi sono stati trovati in alcuni casi che si verificano dopo un'infezione virale aumentando la possibilità che alcuni casi siano autoimmuni in natura.

## Diagnosi

### Criteri diagnostici
Una diagnosi POTS richiede le seguenti caratteristiche:
- Per i pazienti di età pari o superiore a 20 anni, aumento della frequenza cardiaca ≥30 bpm entro 10 minuti dalla postura eretta (test di inclinazione o in piedi) da una posizione supina
  - Per i pazienti di età compresa tra 12 e 19 anni, l'aumento della frequenza cardiaca deve essere maggiore di 40 bpm[7]
- Associato a sintomi correlati che sono peggiori con la postura eretta e che migliorano con il riposo
- Sintomi cronici che durano da più di 6 mesi
- In assenza di altri disturbi, farmaci o stati funzionali noti per predisporre alla tachicardia ortostatica

### Intolleranza ortostatica
Un aumento della frequenza cardiaca al passaggio a una postura eretta è noto come tachicardia ortostatica (verticale) (frequenza cardiaca veloce). Si verifica senza alcun calo coincidente della pressione sanguigna, poiché ciò indicherebbe ipotensione ortostatica. Alcuni farmaci per il trattamento di POTS possono causare ipotensione ortostatica. È accompagnato da altre caratteristiche dell'intolleranza ortostatica: i sintomi che si sviluppano in posizione verticale e sono alleviati dalla reclinazione. Questi sintomi ortostatici comprendono palpitazioni, stordimento, fastidio al torace, respiro corto, nausea, debolezza o "pesantezza" nella parte inferiore delle gambe, visione offuscata e difficoltà cognitive.

### Diagnosi differenziali
Una varietà di test autonomici viene utilizzata per escludere disturbi autonomici che potrebbero essere alla base dei sintomi, mentre i test endocrini vengono utilizzati per escludere ipertiroidismo e condizioni endocrine più rare. L'elettrocardiografia viene normalmente eseguita su tutti i pazienti per escludere altre possibili cause di tachicardia. Nei casi in cui si sospetta una particolare condizione associata o fattore di complicanza, è possibile utilizzare altri test non autonomi: ecocardiografia per escludere il prolasso della valvola mitrale e test della soglia termica per la neuropatia a piccole fibre.
Testare la risposta cardiovascolare a inclinazione, esercizio fisico, alimentazione e stress termico prolungati può aiutare a determinare la migliore strategia per la gestione dei sintomi. POTS è stato anche diviso in diversi tipi (vedi paragrafo Cause), che possono beneficiare di trattamenti distinti. Le persone con POT neuropatici mostrano una perdita di sudorazione nei piedi durante i test del sudore, nonché un rilascio di noradrenalina nella gamba, ma non nel braccio. Si ritiene che ciò rifletta la denervazione simpatica periferica degli arti inferiori. Le persone con POT iperadrenergici mostrano un marcato aumento della pressione sanguigna e dei livelli di noradrenalina quando sono in piedi e hanno maggiori probabilità di soffrire di palpitazioni prominenti, ansia e tachicardia.

## Trattamento
Il trattamento POTS prevede l'utilizzo di più metodi in combinazione per contrastare la disfunzione cardiovascolare, affrontare i sintomi e contemporaneamente affrontare eventuali disturbi associati. Per la maggior parte dei pazienti, l'assunzione di acqua deve essere aumentata, specialmente dopo il risveglio, al fine di espandere il volume del sangue (riducendo l'ipovolemia). Si raccomanda l'assunzione di circa 2 litri d'acqua al giorno. Aumentare l'assunzione di sale, aggiungendo sale al cibo, prendendo compresse di sale o bevendo bevande sportive e altre soluzioni elettrolitiche è un modo efficace per aumentare la pressione sanguigna aiutando il corpo a trattenere l'acqua. Diversi medici raccomandano diverse quantità di sodio ai loro pazienti. L'assunzione di sale non è appropriata per le persone con ipertensione. La combinazione di queste tecniche con un allenamento fisico graduale ne migliora l'effetto. In alcuni casi, quando aumentare i liquidi per via orale e l'assunzione di sale non è sufficiente, viene utilizzata la soluzione salina endovenosa o la desmopressina per aumentare la ritenzione idrica.
I pasti abbondanti peggiorano i sintomi per alcune persone. Queste persone possono trarre beneficio dal mangiare piccoli pasti frequentemente durante il giorno. Alcol e alimenti ricchi di carboidrati possono anche esacerbare i sintomi di ipotensione ortostatica. Il consumo eccessivo di bevande contenenti caffeina dovrebbe essere evitato, perché possono favorire la produzione di urina (portando a perdita di liquidi) e di conseguenza l'ipovolemia. L'esposizione a calore estremo può anche aggravare i sintomi.
L'inattività fisica prolungata può peggiorare i sintomi dei POT. Le tecniche che aumentano la capacità di esercizio di una persona, come l'allenamento di resistenza o la terapia fisica graduale, possono alleviare i sintomi per alcuni pazienti. L'esercizio aerobico eseguito per 20 minuti al giorno, tre volte alla settimana, è talvolta raccomandato per i pazienti che possono tollerarlo. L'esercizio fisico può avere l'effetto immediato di peggiorare la tachicardia, soprattutto dopo un pasto o in una giornata calda. In questi casi, può essere più facile allenarsi in una posizione semi reclinata, come andare in bicicletta sdraiata, remare o nuotare.
Quando si passa a una postura eretta, si finisce un pasto o si conclude un esercizio, una presa prolungata della mano può aumentare brevemente la pressione sanguigna, riducendo eventualmente i sintomi. Gli indumenti a compressione possono anche essere utili limitando la pressione sanguigna con la pressione corporea esterna.

### Trattamento farmacologico
Se i metodi non farmacologici sono inefficaci, potrebbero essere necessari dei farmaci. Tra i farmaci usati possono esservi beta-bloccanti, piridostigmina, midodrina o fludrocortisone. A partire dal 2013, nessun farmaco è stato approvato dalla Food and Drug Administration statunitense per il trattamento di POTS, ma una varietà viene utilizzata off-label. La loro efficacia non è stata ancora esaminata in studi controllati randomizzati a lungo termine.
Il fludrocortisone può essere usato per aumentare la ritenzione di sodio e il volume del sangue, il che può essere utile non solo aumentando la vasocostrizione mediata dal simpatico, ma anche perché un ampio sottogruppo di pazienti POTS sembra avere un basso volume di sangue assoluto.
Mentre le persone con POTS hanno in genere una pressione arteriosa normale o addirittura elevata, si presume che la forma neuropatica di POTS costituisca una denervazione venosa simpatica selettiva. In questi pazienti il midodrino agonista selettivo del recettore alfa-1 può aumentare il ritorno venoso e migliorare i sintomi. Midodrine deve essere assunto solo durante le ore diurne poiché può favorire l'ipertensione supina.
L'ivabradina può limitare con successo la frequenza cardiaca nei POTS senza influire sulla pressione sanguigna e circa il 60% delle persone con POTS trattati in uno studio in aperto di ivabradina ha riscontrato un miglioramento dei sintomi.
È noto dalla letteratura scientifica che la piridostigmina limita la frequenza cardiaca e migliora i sintomi cronici in circa la metà delle persone.
La fenilefrina selettiva alfa 1 agonista è stata utilizzata con successo per aumentare il ritorno venoso e il volume dell'ictus in alcune persone con POT. Tuttavia, questo farmaco può essere ostacolato da una scarsa biodisponibilità orale.

## Prognosi
POTS ha una prognosi favorevole se gestito in modo appropriato. I sintomi migliorano entro cinque anni dalla diagnosi per molti pazienti e il 60% ritorna al loro livello originale di funzionamento. Circa il 90% delle persone con POTS risponde a una combinazione di trattamenti farmacologici e fisici. Coloro che sviluppano POTS nella prima adolescenza durante un periodo di rapida crescita vedranno molto probabilmente una completa risoluzione dei sintomi in 2-5 anni. I risultati sono più tutelati per gli adulti a cui è stata recentemente diagnosticata la POTS. Alcune persone non si riprendono e alcune addirittura peggiorano con il tempo. Il tipo iperadrenergico di POTS richiede in genere una terapia continua. Se POTS è causato da un'altra condizione, i risultati dipendono dalla prognosi del disturbo sottostante.

## Epidemiologia
La prevalenza di POTS è sconosciuta. Uno studio ha stimato un tasso minimo di 170 casi di POTS per 100 000 individui, ma la reale prevalenza è probabilmente più elevata a causa della diagnosi insufficiente. Un altro studio ha stimato che ci sono almeno 500 000 casi negli Stati Uniti. POTS è più comune nelle donne, con un rapporto femmina-maschio di 5:1. La maggior parte delle persone con POTS ha un'età compresa tra 20 e 40 anni, con un inizio medio di 30. Le diagnosi di POT oltre i 40 anni sono rare, forse perché i sintomi migliorano con l'età.

## Storia
Nel 1871, il medico Jacob Mendes Da Costa descrisse una condizione che assomigliava al moderno concetto di POTS. Lo chiamò sindrome del cuore irritabile. Il cardiologo Thomas Lewis ha ampliato la descrizione, coniando il termine cuore del soldato perché è stato spesso trovato tra il personale militare. La condizione divenne nota come sindrome di Da Costa, che ora è riconosciuta come diversi disturbi distinti, tra cui POTS.
La sindrome da tachicardia posturale è stata coniata nel 1982 in una descrizione di un paziente con tachicardia posturale, ma non ipotensione ortostatica. Ronald Schondorf e Phillip A. Low della Mayo Clinic hanno usato per la prima volta il nome di sindrome da tachicardia posturale ortostatica nel 1993.